# Mellousa
Melloussa (en berbère :  ⴰⵎⵍⵍⵓⵙ Amellous) est une ville de la banlieue sud-est de Tanger. Elle est particulièrement connue pour son Usine Renault-Nissan Tanger qui fabrique le nouveau monospace « low cost » la Dacia Lodgy.
Le nom de la ville vient du mot amazighe Amellus, composé de «am» (qui) et du verbe "illes" (couper la laine), et signifie donc «qui coupe la laine», certainement hérité d'une tradition 